# Christopher Lloyd (producteur)
Pour les articles homonymes, voir Christopher Lloyd et Lloyd.
Christopher Lloyd II est un scénariste et producteur américain pour la télévision. Il est né le 18 juin 1960 à Waterbury dans le Connecticut aux États-Unis. Il est marié avec Arleen Sorkin. Il a créé avec Steven Levitan la série télévisée Modern Family.

## Filmographie

### Cinéma

#### Scénariste
- 2006 : Souris City*

#### Producteur
- 1996 : Rêve pour une insomniaque

### Télévision

#### Scénariste
- 1986-1989 : Les Craquantes (11 épisodes)
- 1991-1993 : Wings (6 épisodes)
- 1993-2004 : Frasier (18 épisodes)
- 2005 : Out of Practice (3 épisodes)
- 2007-2008 : Back to You (en) (17 épisodes)
- 2008 : Hrysa koritsia (1 épisode)
- 2009-2012 : Modern Family (63 épisodes)

#### Producteur
- 1990 : Down Home
- 1991-1992 : Wings (42 épisodes)
- 1992 : The Golden Palace
- 1994-2004 : Frasier (136 épisodes)
- 2001 : Seven Roses
- 2002 : Bram and Alice
- 2005 : Out of Practice (4 épisodes)
- 2007-2008 : Back to You (en) (16 épisodes)
- 2009-2012 : Modern Family (63 épisodes)